# Râul Iezerului
Râul Iezerului este un curs de apă, afluent al Râului Podurilor. 